# Mothlight
Pour plus de détails, voir Fiche technique et Distribution.
Mothlight est un film abstrait d'animation américain réalisé par Stan Brakhage, sorti en 1963.
Le film a été créé sans utiliser de caméra. Utilisant la technique du film direct, Stan Brakhage insère des feuilles et des insectes morts en sandwich entre deux pellicules. Le résultat est un scintillement d'ailes et de morceaux translucides à l'écran. 